# Rahul Pandharipande
Rahul Pandharipande, né en 1969, est un mathématicien indo-américain qui travaille en géométrie algébrique, et notamment en géométrie énumérative et sur les espaces de modules de courbes. Il est professeur à l'École polytechnique fédérale de Zurich.

## Carrière
Rahul Pandharipande fait des études de mathématiques à l'université de Princeton où il obtient en 1990 un B. A. avec mention summa cum laude 1990, et à l'université Harvard où il obtient en 1994 un Ph. D. sous la direction de Joe Harris (mathématicien) (titre de la thèse : A Compactification over the Moduli Space of Stable Curves of the Universal Moduli Space of Slope-Semistable Vector Bundles). De 1994 à 1997 il est Dickson Instructor à l'université de Chicago, en 1997 professeur assistant à Chicago, puis en 1998 professeur associé et à partir de 2001 professeur au California Institute of Technology. En 2002 il devient professeur à Princeton et, à partir de 2011, il est professeur à École polytechnique fédérale de Zurich.
En 2010-2011 il est professeur invité à l’Instituto Superior Técnico à Lisbonne.

## Recherche
Le Clay Research Award lui est attribué pour avoir démontré de nombreux cas de la conjecture dite MNOP, nommée ainsi d'après Davesh Maulik, Nikita Nekrasov (de), Andreï Okounkov, et lui-même ; en particulier , avec son élève Aaron Pixton, il l'a prouvé dans le cas des variétés de Calabi-Yau tridimensionnelles. Cette conjecture de géométrie énumérative relie deux façons de dénombrer les courbes algébriques, d'une part au moyen de la théorie de Gromov-Witten (de), d'autre part au moyen des invariants de Donaldson-Thomas, nommés ainsi d'après Simon Donaldson et Richard Thomas. La démonstration de la conjecture pour les 3-variétés de Calabi-Yau repose sur le travail de Pandharipande et Richard Thomas sur les paires stables.

## Prix et distinctions
- 1999 - 2003 : Sloan Fellow
- 2000 - 2005 : Packard Fellow[3]
- 2002 : Conférencier invité au congrès international des mathématiciens à Pékin : Three questions in Gromov-Witten theory[4].
- 2013 : Lauréat du prix Infosys[5]
- 2013 : Clay Research Award[6]
- 2014/15 et 2015/16 membre du comité de sélection du prix Abel.
- 2018 : Conférencier plénier au congrès international des mathématiciens de Rio de Janeiro[7].

## Publications (sélection)
- Thomas B. Graber et Rahul Pandharipande, « Localization of virtual classes », Inventiones mathematicae, vol. 135, no 2,‎ 1999, p. 487-518 (DOI 10.1007/s002220050293).
- Andreï Okounkov et Rahul Pandharipande, « Gromov-Witten theory, Hurwitz numbers and completed cycles », Annals of Mathematics, vol. 163,‎ 2006, p. 517-560.
- Andreï Okounkov et Rahul Pandharipande, « Equivariant Gromov-Witten theory of {\displaystyle P^{1}} », Annals of Mathematics, vol. 163,‎ 2006, p. 561-605.
- Davesh Maulik, Nikita  Nekrasov, Andreï Okounkov et Rahul Pandharipande, « Gromov-Witten theory and Donaldson-Thomas theory I et II », Compositio Mathematica, vol. 142,‎ 2006, p. 1263–1285, 1286–1304.
- Rahul Pandharipande et Richard Thomas, « Curve counting via stable pairs in the derived category », Inventiones mathematicae, vol. 178,‎ 2009, p. 407-447.
- Davesh Maulik, Alexeï Oblomkov, Andreï Okounkov et Rahul Pandharipande, « Gromov-Witten/Donaldson-Thomas correspondence for toric 3-folds », Inventiones mathematicae, vol. 186, no 2,‎ 2011, p. 435-479 (MR 2845622).
- (en) Rahul Pandharipande et Aaron Pixton, « Gromov-Witten/Pairs correspondence for the quintic 3-fold », Journal of the American Mathematical Society, vol. 30, no 2,‎ 2017, p. 389–449 (DOI 10.1090/jams/858, MR 3600040)
- (en) Felix Janda, Rahul Pandharipande, Aaron Pixton et Dimitri Zvonkine, « Double ramification cycles on the moduli spaces of curves », Publications mathématiques de l'IHÉS, vol. 125, no 1,‎ 2017, p. 221–266 (DOI 10.1007/s10240-017-0088-x, MR 3668650)